# Gasterocome fidoniaria
Gasterocome fidoniaria là một loài bướm đêm trong họ Geometridae.